# Vieska, Dunajská Streda
Vieska este o comună slovacă, aflată în districtul Dunajská Streda din regiunea Trnava. Localitatea se află la altitudinea de 118 m deasupra n.m., se întinde pe o suprafață de 6,68 km2 și în 2017 număra 419 locuitori.

## Istoric
Localitatea Vieska este atestată documentar din 1322.

## Demografie
| An:                | 1994 | 2004   | 2014   | 2024   |
| ------------------ | ---- | ------ | ------ | ------ |
| Număr de persoane: | 455  | 440    | 425    | 423    |
| Diferență:         |      | −3,29% | −3,40% | −0,47% |

| An:                | 2023 | 2024   |
| ------------------ | ---- | ------ |
| Număr de persoane: | 423  | 423    |
| Diferență:         |      | −1,42% |